# Dragør (općina)
Dragør je općina u danskoj regiji Hovedstaden.

## Zemljopis
Općina se nalazi u istočnom dijelu otoka Zelanda, prositire se na 18,14 km2.

## Stanovništvo
Prema podacima o broju stanovnika iz 2010. godine općina je imala 13.564 stanovnika, dok je prosječna gustoća naseljenosti 747,74 stan/km2. Središte općine je naselje Store Magleby.

### Naselja
| Veća naselja u općini |         |                   |
| Br.                   | Naselje | Stanovnika (2010) |
| 1                     | Dragør  | 11.573            |
| 2                     | Søvang  | 1.713             |

## Vanjske poveznice
- Službena stranica općine